# Bolszoj Dwor (tonszałowskoje sielskoje posielenije)
Bolszoj Dwor (ros. Большой Двор) – wieś (dieriewnia) w Rosji, w obwodzie wołogodzkim, w rejonie czerepowieckim. W 2021 liczyła 178 mieszkańców.